# Süe Žuej-chung
Süe Žuej-chung (čínsky pchin-jinem Xue Ruihong, znaky 薛瑞红; * 4. dubna 1968 Cicikar) je bývalá čínská rychlobruslařka.
Startovala na Asijských zimních hrách v roce 1990, na tratích 500 a 1000 m se umístila shodně na pátém místě. Zúčastnila se Zimních olympijských her 1992 (500 m – 13. místo, 1000 m – 27. místo). V prosinci 1992 poprvé nastoupila do závodů Světového poháru, v únoru 1993 se poprvé objevila na Mistrovství světa ve sprintu, kde skončila na 18. příčce. O rok později již na světovém sprinterském šampionátu získala bronzovou medaili, na ZOH 1994 byla čtvrtá (500 m) a dvanáctá (1000 m). Dalších úspěchů dosáhla v následujících letech. Na Asijských zimních hrách 1996 vyhrála závod na 500 m, na téže distanci zvítězila v celkovém pořadí Světového poháru v sezóně 1996/1997 a získala zlato na Mistrovství světa na jednotlivých tratích 1997. Na Mistrovství světa ve sprintu 1997 vybojovala stříbro. V roce 1998 startovala na zimní olympiádě, jejím nejlepším výsledkem bylo 14. místo v závodě na 500 m. V roce 1999 získala na Asijských zimních hrách zlaté medaile v závodech na 500 a 1000 m, po sezóně 1998/1999 ukončila sportovní kariéru.